# Edmund Bräuning
Edmund Bräuning (2 juillet 1905 à Naumbourg (Saale) - 1945) était un officier SS, un des responsables du camp d'Auschwitz, adjoint du commandant, SS-Obersturmbannführer, puis du camp de Ravensbrück.

## Biographie
Exerçant une profession dans le commerce, marié deux fois, il a eu au moins six enfants. En décembre 1932, il s'engage dans la SS (numéro de membre 66975) et début avril 1933 il adhère au  NSDAP (numéro de membres 1568392). 
En novembre 1940, il est adjoint au commandant du camp de concentration de Neuengamme. En novembre 1941 il est affecté au camp de concentration d'Auschwitz sous les ordres de Rudolf Höss. Il travaille aussi comme agent judiciaire. En juillet 1943 et jusqu'à la fin de décembre 1944 il est adjoint au commandant Fritz Suhren au camp de concentration de Ravensbrück. Il vivra une relation amoureuse avec l'Oberaufseherin Dorothea Binz. En janvier 1945, il devient chef d'Ohrdruf, camp annexe de Buchenwald jusqu'à la libération du camp au début d'avril 1945. Johann Schwarzhuber le remplace à Ravensbrück.
Il est principalement responsable de plus de 3 000 décès de prisonniers sur le site de stockage.
Il est porté disparu en 1945.